# بترا كودلاتشكوفا
بترا كودلاتشكوفا مواليد 17 أكتوبر 1994 في براغ، هي لاعبة كرة يد تشيكية تلعب كحارس مرمى. مثلت منتخب التشيك لكرة اليد للسيدات.

## سجل المنافسة
شاركت في البطولات التالية:
- بطولة أوروبا لكرة اليد للسيدات 2016